# First Kill (serie televisiva)
First Kill è una serie televisiva statunitense del 2022.
La serie, creata da V. E. Schwab, è basata sul suo omonimo racconto pubblicato nel 2020, all'interno dell'antologia Vampires Never Get Old: Tales With Fresh Bite.

## Trama
La famiglia Fairmont è un'affermata famiglia dell'alta società di Savannah; ricchi, belli e di successo, hanno però un segreto: sono vampiri originari, diretti discendenti di Lilith, la prima compagna di Adamo, che fu morsa dal serpente nell'Eden. Oltre a Sebastian, capofamiglia e procuratore della città, e sua moglie Margot, la famiglia è composta da Elinor, l'arrogante ed egocentrica figlia maggiore, e Juliette, la figlia più piccola che va ancora al liceo e per cui si avvicina il momento di diventare una vampira adulta: la sua prima uccisione. 
Calliope Burns è invece una ragazza solitaria: non si ferma mai più di qualche mese in ogni città perché, come la sua famiglia, è una cacciatrice di mostri. Entrambi i suoi genitori, Jack e Talia, e i suoi fratelli maggiori, Theo e Apollo, infatti fanno parte della Gilda dei Guardiani, un'associazione il cui scopo è localizzare e uccidere i vari mostri che infestano il mondo. Anche lei si prepara al momento in cui entrerà definitivamente nel business di famiglia: la prima uccisione di un mostro. 
Le cose si complicano quando le due ragazze iniziano a provare sentimenti l'una per l'altra, causando problemi tanto tra le file dei vampiri quanto nella Gilda. Inoltre, gli omicidi sospetti iniziano a risvegliare nei cittadini la paura dei mostri e, a complicare la situazione, si presenta Oliver, il gemello di Elinor Fairmont, cacciato di casa cinque anni prima.

## Episodi
| Stagione       | Episodi | Pubblicazione USA | Pubblicazione Italia |
| -------------- | ------- | ----------------- | -------------------- |
| Prima stagione | 8       | 2022              | 2022                 |

## Personaggi e interpreti

### Personaggi principali
- Juliette Fairmont, interpretata da Sarah Catherine Hook, doppiata da Vittoria Bartolomei.
Giovane vampira, si trova indecisa davanti al rito di passaggio più importante per un membro della sua specie: la sua prima uccisione. Si innamora di Calliope.
- Calliope "Cal" Burns, interpretata da Imani Lewis, doppiata da Sara Labidi.
Giovane cacciatrice proveniente da una antica famiglia di cacciatori, che però non ha ancora sconfitto alcun mostro. Si innamora di Juliette e inizia ad avere ripensamenti sulla natura dei mostri.
- Margot Fairmont, interpretata da Elizabeth Mitchell, doppiata da Alessandra Korompay.
Madre di Juliette, Elinor e Oliver. Moltissimi anni prima rifiutò un matrimonio con un altro vampiro originario per stare con Sebastian che ai tempi era ancora umano.
- Talia Burns, interpretata da Aubin Wise, doppiata da Stella Musy.
Madre di Calliope e Apollo e madre adottiva di Theo.
- Elinor Fairmont, interpretata da Gracie Dzienny, doppiata da Veronica Puccio.
La sorella di Juliette, gemella di Oliver. Lavora come archivista nell'ufficio del padre e ha il potere, unico nella sua stirpe, di manipolare la mente e i ricordi altrui.
- Apollo Burns, interpretato da Dominic Goodman, doppiato da Alex Polidori.
Fratello di Calliope e fratellastro di Theo.
- Theseus "Theo" Burns, interpretato da Phillip Mullings Jr., doppiato da Fabrizio De Flaviis.
Fratellastro di Apollo e Calliope, è figlio di prime nozze di Jack. La madre naturale fu uccisa da una vampiro davanti a lui quando aveva sette anni.
- Jack Burns, interpretato da Jason R. Moore, doppiato da Massimo Bitossi.
Padre di Calliope, Apollo e Theo. È un esperto cacciatore di mostri.

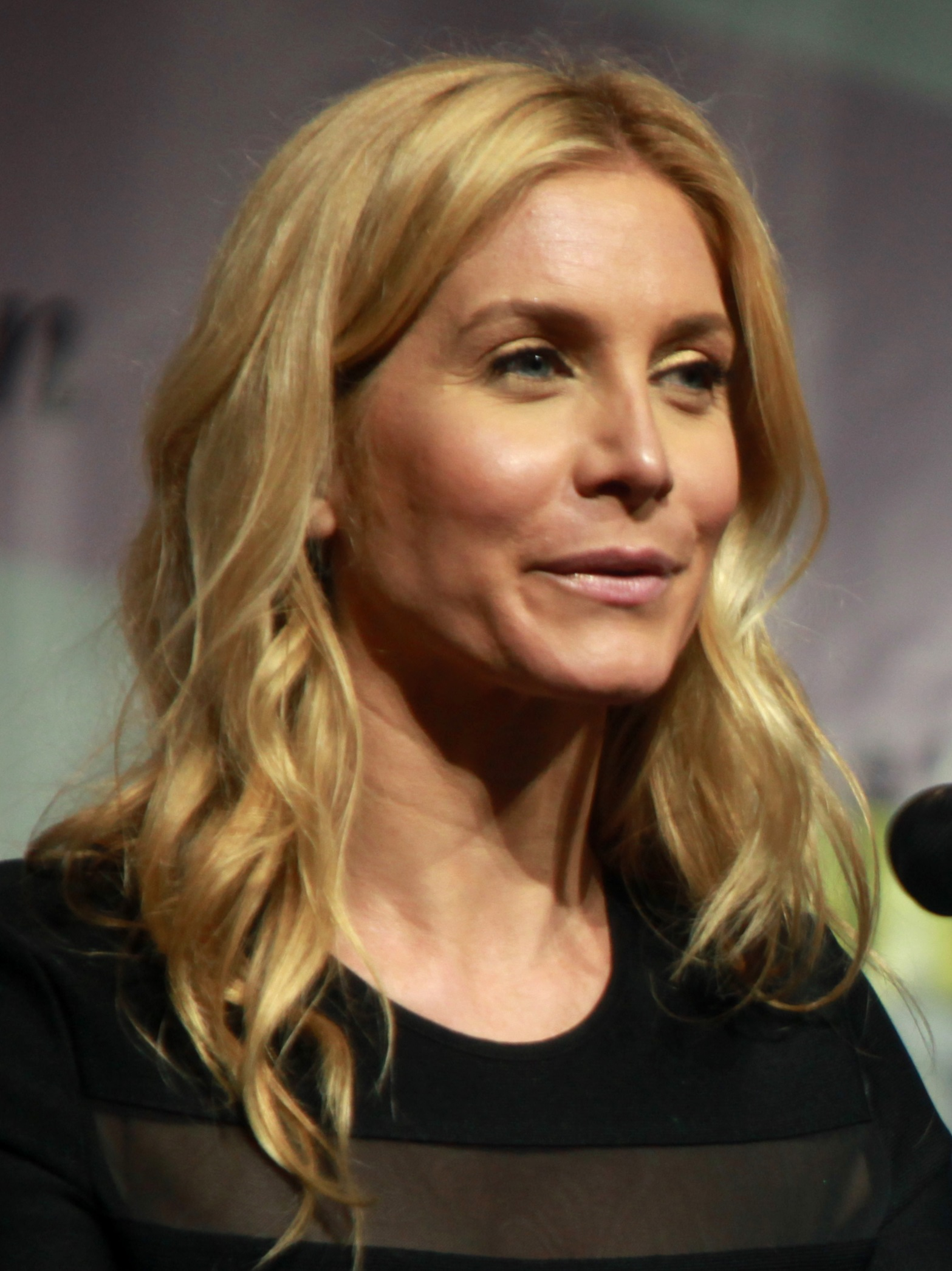
Elizabeth Mitchell interpreta Margot Fairmont.
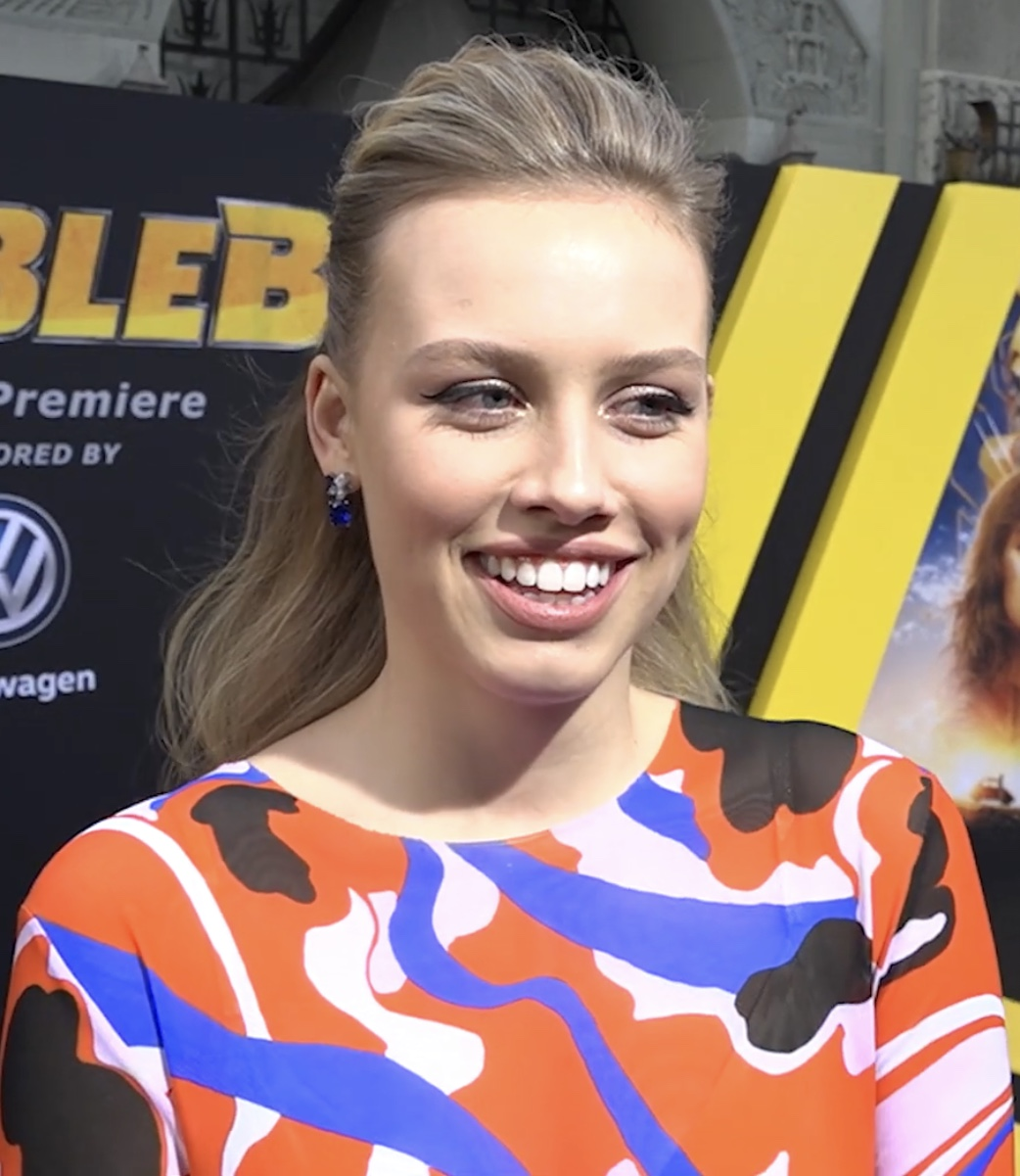
Gracie Dzienny interpreta Elinor Fairmont.

### Personaggi ricorrenti
- Sebastian Fairmont, interpretato da Will Swenson, doppiato da Alessio Cigliano.
Padre di Juliette, è diventato vampiro dopo essere stato morso da Margot, poi diventata sua moglie. Il non essere un vampiro dalla nascita lo rende un escluso dall'elite dei vampiri, disprezzato in particolare dalla madre di Margot che non ha mai perdonato alla figlia di essere scappata da un ottimo matrimonio per sposare Sebastian.
- Oliver Fairmont, interpretato da Dylan McNamara, doppiato da Flavio Aquilone.
Fratello di Juliette e gemello di Elinor. È stato cacciato di casa molto tempo prima a causa dei suoi comportamenti incontrollabili.
- Tess Franklin, interpretata da MK xyz.
Ex fidanzata di Calliope e sua migliore amica. Figlia di cacciatori di mostri, ha già compiuto la sua prima uccisione.
- Ben Wheeler, interpretato da Jonas Dylan Allen, doppiato da Andrea Di Maggio.
Migliore amico di Juliette, non conosce il suo segreto. Gay, ha una relazione segreta con Noah.
- Clayton Cook, interpretato da Joseph D. Reitman.
Un cacciatore di mostri appartenente alla Gilda.
- Carmen, interpretata da Walnette Santiago.
Una strega, fidanzata con Oliver.
- Davina Atwood, interpretata da Polly Draper.
La madre di Margot e nonna di Juliette, Elinor e Oliver.
- Noah Harrington, interpretato da Roberto Méndez.
Ha una relazione segreta con Ben, ma è fidanzato con una sua compagna di classe, Philipa.
- Philipa, interpretata da Gail Soltys.
Fidanzata di Noah.
- Bunny Wheeler, interpretata da Annunziata Gianzero.
La madre di Ben, leader del movimento antimostri di Savannah.
- Jojo, interpretata da Mikala Gibson.
Leader dei cacciatori di mostri di Savannah.

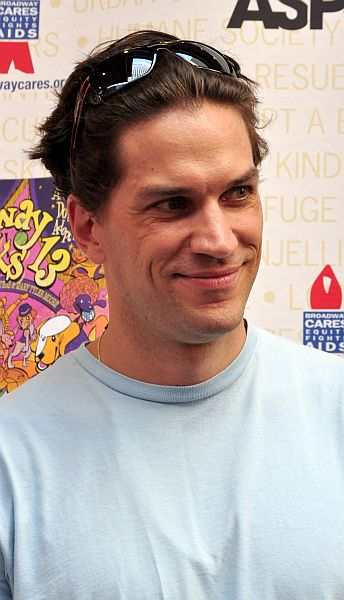
Will Swenson interpreta Sebastian Fairmont.
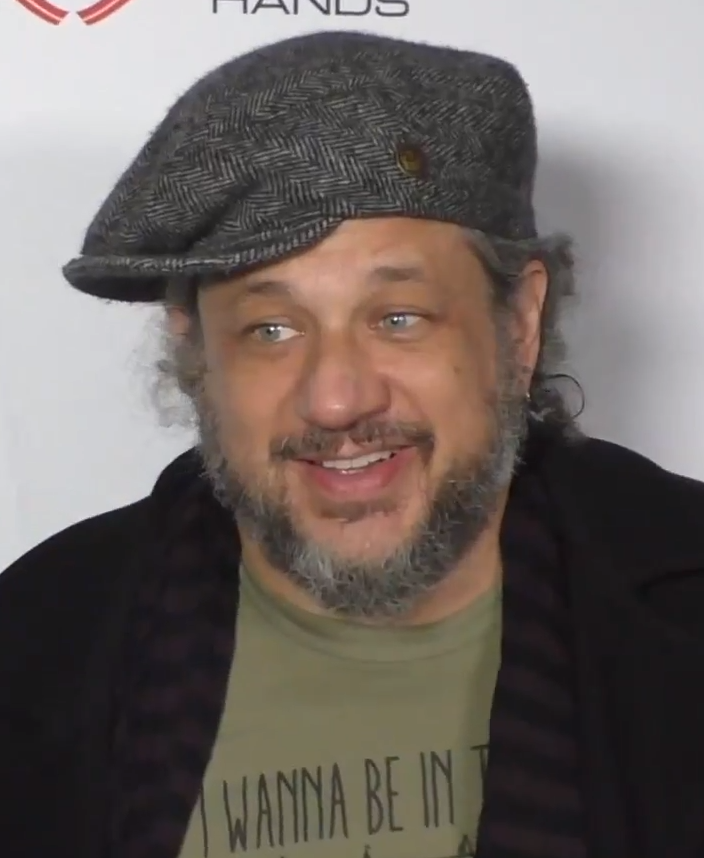
Joseph D. Reitman interpreta Clayton Cook.

## Produzione

### Sviluppo
Il 15 ottobre 2020 Netflix ha ordinato la produzione di una serie composta da 8 episodi di un'ora. La serie è creata da V. E. Schwab che è anche produttrice esecutiva, assieme a Felicia D. Henderson, Emma Roberts e Karah Preiss. First Kill è basata sull'omonima storia breve di Schwab, pubblicata all'interno dell'antologia Vampires Never Get Old: Tales With Fresh Bite nel 2020. V. E. Schwab ed Henderson sono anche le sceneggiatrici degli episodi. Belletrist Productions è la casa di produzione coinvolta. Il 21 aprile 2021 viene annunciato che Jet Wilkinson avrebbe diretto i primi due episodi della serie. Il 2 agosto 2022 Netflix cancella la serie, dopo una sola stagione.

### Cast
Il 10 marzo 2021 viene annunciato che Sarah Catherine Hook e Imani Lewis sarebbero state le protagoniste della serie. Il 27 maggio 2021 entrano nel cast anche: Elizabeth Mitchell, Aubin Wise, Jason R. Moore, Gracie Dzienny, Will Swenson, Phillip Mullings Jr., Dominic Goodman, Dylan McNamara, MK xyz, Jonas Dylan Allen e Roberto Méndez.

### Riprese
La produzione è iniziata a fine 2021 a Savannah.

## Distribuzione
La serie è stata pubblicata, a livello internazionale, il 10 giugno 2022 su Netflix.

## Accoglienza
Su Rotten Tomatoes la prima stagione ha un punteggio del 58% basato su 26 recensioni, con un voto medio di 5,80/10. Su Metacritic, invece, la prima stagione ha un punteggio di 45 su 100, basato su 8 recensioni.